# Влияние пандемии COVID-19 на ЛГБТ-сообщество
Продолжающаяся пандемия COVID-19 оказала значительное влияние на ЛГБТ-сообщество. Более 220 торжеств гордости по всему миру были отменены или отложены, по состоянию на 3 апреля 2020 года. Global Pride, онлайн-мероприятие с многочисленными национальными хостами, было запланировано на 27 июня 2020 года.
ЛГБТ-азиаты столкнулись с возросшей дискриминацией в связи с ксенофобией и расизмом, связанными с этой пандемией. Пожилые люди из числа ЛГБТ также чаще сталкиваются с изоляцией и, следовательно, другими проблемами со здоровьем.
Национальные организации здравоохранения предупредили, что некоторые члены ЛГБТ-сообщества могут быть «особенно уязвимы» для последствий этого заболевания. Причины повышенного риска включают более высокие показатели заболеваемости раком, ВИЧ, а также дискриминацию в сфере здравоохранения.
Есть также опасения по поводу сокращения поддержки ЛГБТ-людей, особенно бездомных, и небезопасной семейной среды.
В марте 2020 года более 100 ЛГБТ-правозащитных организаций подписали открытое письмо с просьбой к американским чиновникам общественного здравоохранения заняться этим вопросом. В числе подписавших: ГЛААД, Кампания за права человека и Lambda Legal. Письмо было организовано ЛГБТ-национальной сетью по борьбе с раком (LGBT National Cancer Network) при поддержке GLMA, Национального Азиатско-Тихоокеанского квир-альянса, Нью-Йоркской трансгендерной адвокатской группы, Юридических услуг для пожилых ЛГБТ и Whitman-Walker Health.
Многие сайты знакомств ЛГБТ+ делятся способами предотвращения коронавирусной инфекции. Количество загрузок приложений для ЛГБТ-знакомств Grindr и Scruff упало в Италии и Испании.

## Африка
В Уганде 20 представителей ЛГБТ были задержаны полицией в приюте и обвинены в нарушении требований социального дистанцирования.

## Азия
GagaOOLala, описанная Рейтерс как «первая в Азии платформа потоковой передачи видео ЛГБТ+, получившая название „гей-Netflix“ на континенте», расширилась в надежде охватить людей, изолировавшихся из-за пандемии.

### Южная Корея
В мае 2020 года вспышка заболевания коронавирусной инфекцией, связанная с дружественными к ЛГБТ ночными клубами в Сеуле, вызвала негативную реакцию и беспокойство по поводу неприкосновенности частной жизни.

## Европа
В Великобритании сексуально активные геи и бисексуалы были ограничены в донорстве плазмы крови для исследования коронавируса Национальной службой здравоохранения.

## Северная Америка

### Канада
Прайд Торонто официально отменил свои мероприятия, такие как Дайк-Марш, Транс-Марш и Прайд-парад, как и Монреаль Прайд.
Несколько фестивалей гордости отменили свои регулярные мероприятия, но объявили о планах продолжить онлайн-фестивали «цифровой гордости». К ним относятся Прайд Ванкувера, Прайд Калгари, и Прайд Садбери. Некоторые другие крупные прайд-мероприятия, которые обычно проводятся в августе, в том числе Эдмонтон Прайд и Капитал Прайд в Оттаве, всё ещё предварительно запланированы на будущее, но все они объявили, что отслеживают ситуацию и отменят события в более поздние сроки, если это необходимо.
Ванкувер Прайд стал мишенью аферистов, которые размещали мошеннические плакаты вокруг Уэст-Энда, требуя пожертвований через биткоины.
Книжный магазин «Glad Day» (рус. Радостный день) объявил о различных планах поддержки ЛГБТК-артистов и исполнителей во время пандемии и связанного с этим закрытия большинства мест, от которых они зависят в плане дохода, включая финансируемый краудфандингом Фонд экстренного выживания для предоставления займов и грантов, и GD TV, Zoom онлайн-канал для ЛГБТК художников, писателей, музыкантов, танцоров и трансвеститов для чтения и выступления в прямом эфире. Торонтский квир кинофестиваль также создал Квир фонд чрезвычайных ситуаций, чтобы предложить грант представителям ЛГБТ-киноиндустрии для создания новых короткометражных фильмов.
Уязвимость многих ЛГБТ-компаний была выявлена в начале мая, когда Pegasus, популярный бар в торонтской гей-деревне Church and Wellesley, объявил, что рискует закрыться, потому что его арендодатель отказался участвовать в канадской программе помощи в чрезвычайных коммерческих ситуациях. Программа федерального правительства была разработана, чтобы помочь защитить малые предприятия от закрытия путём субсидирования их арендной платы во время остановки, но по-прежнему оставляет предприятия уязвимыми, поскольку требует участия и от арендодателя.

### США
Во Флориде несколько участников ежегодного зимнего пати-фестиваля в Майами получили положительный результат на коронавирус, по словам организатора мероприятия — Национальной рабочей группы по проблемам геев и лесбиянок. Шеннон Беннетт, гомосексуал и заместитель шерифа из офиса Броварда Шерифа, «считается первой подобной смертью при исполнении служебных обязанностей из-за COVID-19 во Флориде».
Департамент общественного здравоохранения Сан-Франциско опубликовал пресс-релиз под названием «Trans Care во время COVID-19», в котором отмечается рост доли трансгендерных людей с ВИЧ/СПИДом. Общественный медицинский центр Callen-Lorde в Нью-Йорке рассмотрел вопрос о продлении назначений лекарств от ВИЧ и сокращении числа личных посещений для поощрения практики социального дистанцирования.
Следующие события ЛГБТ были отменены или отложены:
- Альбукерке Прайд[28]
- Бостон Прайд[29]
- Капитал Прайд[англ.] в Вашингтоне[30]
- Колумбус Прайд[англ.][31]
- Чёрный Прайд округа Колумбия[англ.][30]
- Ярмарка Фолсом-Стрит, Сан-Франциско[32]
- Прайд Парад Хьюстона[англ.][33]
- Прайд округа Хауард[34]
- Лонг-Бич Прайд[35]
- Прайд Лос-Анджелеса[англ.][36]
- Майами-Бич Прайд[36]
- Феникс Прайд[англ.][37]
- Портленд Прайд Фестиваль (Орегон)[38]
- Прайд в Парке, Чикаго[39]
- Прайд Америк, Форт-Лодердейл[36]
- Прайд Сан-Франциско[англ.][40]
- Прайд округа Сонома[41]
- Тульса Прайд Парад[42]
- Прайд Фестиваль Юты[англ.][43]
- Прайд Фестиваль Веначи[англ.][44]

#### Stonewall Gives Back
«Stonewall возвращается назад! Концерт для трансляции в прямом эфире для LGBTQ + Nightlife Community», или просто «Stonewall Gives Back», был сбором средств, который состоялся 23 апреля 2020 года. Мероприятие было организовано World of Wonder и инициативой Stonewall Gives Back, благотворительной организацией, связанной со Стоунволл-инн, и размещённой на канале WOWPresents на YouTube. Мероприятие было объявлено 20 апреля, и в нём приняли участие «Профессионалы индустрии ночной жизни ЛГБТК», обратившиеся за экстренной помощью в результате пандемии COVID-19. Средства были предоставлены «резидентам США, которые проработали не менее 12 месяцев в ночной жизни ЛГБТ+ и для которых это основной источник дохода». На мероприятии, организованном Мишель Визаж и Тайлером Окли, были представлены выступления таких исполнителей как Элли Икс, Шошана Бин, Бетти Ху, Грейсон Ченс, Кристин Ченовет, Алан Камминг, Тодрик Холл, Карли Хэнсон, Даррен Хейз, Синди Лопер, Леланд, Лорна Лафт, Джон Кэмерон Митчелл, MUNA, Our Lady J, Нина Уэст, Peppermint, Ким Петрас, Мэт Роджерс, Трой Сиван, Паблло Виттар и Руфус Уэйнрайт. Эрих Берген исполнял обязанности исполнительного продюсера.